# Betharga
Betharga é um gênero de mariposa pertencente à família Acrolepiidae.